# Buková (Prostějovi járás)
Buková település Csehországban, a Prostějovi járásban. Buková Suchý, Protivanov, Lipová, Malé Hradisko, Brodek u Konice és Benešov településekkel határos. Lakosainak száma 300 fő (2024. január 1.).

## Népesség
A település lakosságának változását az alábbi diagram mutatja:
| Lakosok száma | 697  | 721  | 654  | 510  | 416  | 350  | 305  | 295  | 303  | 300  |
|               | 1869 | 1890 | 1921 | 1950 | 1980 | 2001 | 2017 | 2019 | 2022 | 2024 |